# 阿龙·格雷
阿龙·迈克尔·格雷（英語：Aaron Michael Gray，1984年12月7日—），生于美国加利福尼亚洛杉矶，美国职业篮球运动员，司职中锋，2007年毕业于匹兹堡大学。
在2007年3月，格雷当选为美联社全美大学最佳球员，之后领衔匹兹堡大学打入了2007年NCAA一级篮球锦标赛的16强（Sweet 16）。
高中时期格雷就读于宾夕法尼亚的Emmaus高中，高中属于篮球Lehigh ValleyGray联盟的球队。 
在2007年选秀前训练营中，格雷是唯一一位脱鞋后身高不足7英尺（213公分）的营员。他身高213公分，体重271磅。在2007年NBA选秀中格雷在第二轮第49顺位被芝加哥公牛摘下。

## NCAA时期数据统计
| 年份      | 球队       | 场次 | 命中数 | 出手次数 | 篮板 | 盖帽 | 抢断 |
| --------- | ---------- | ---- | ------ | -------- | ---- | ---- | ---- |
| 2003-2004 | 匹兹堡大学 | 15   | 11     | 20       | 22   | 3    | 0    |
| 2004-2005 | 匹兹堡大学 | 29   | 49     | 85       | 82   | 16   | 5    |
| 2005-2006 | 匹兹堡大学 | 33   | 170    | 323      | 345  | 49   | 21   |
| 2006-2007 | 匹兹堡大学 | 27   | 163    | 281      | 271  | 45   | 14   |
| 总计      |            | 104  | 393    | 724      | 705  | 113  | 40   |